# Will.i.am
Will.i.am (укр. Віллайем) — американський співак, актор і музичний продюсер, один з творців і соліст групи  Black Eyed Peas та власник продюсерської компанії «will.i.am Music Group».

## Біографія і творчість
Ві́льям Джеймс А́дамс-молодший (англ. William James Adams, Jr.) народився 15 березня 1975 року в Лос-Анджелесі, штат Каліфорнія. З юних років займався брейкденсом. У восьмому класі він познайомився з майбутнім учасником хіп-хоп групи «The Black Eyed Peas» Apl.de.ap і разом з ним вирішив кинути школу і присвятити своє життя танцям і написанню пісень. У той час їх танцювальна група називалася «Tribal nation».
Пізніше хлопці «відсунулися» від брейкденсу та глибше пішли в написання пісень. Незабаром вони перейменували себе, назвавшись «Atban Klann» (у скороченні від «A Tribe Beyond Nation»). Група пережила безліч небезпек, а після смерті голови лейблу «Ruthless Records» Eazy-E, який підписав з ними контракт про співпрацю, взяли до себе Taboo і почали виступати під назвою «The Black Eyed Peas».
Вілл бере собі прізвисько will.i.am (від William) і вибирає роботу продюсера групи. Так само він займає посаду соліста, ударника та басиста гурту. У 2003 році пише пісню, яка прославилася на весь світ — «Where is the love».
Знімався у кіно «Походження Людей Ікс: Росомаха» в ролі Кістрела. У фільмі не зрадив своєму «фірмовому» стилю незвичайних головних уборів.

### Приватне життя
Живе в Лос-Анжелесі з матір'ю Деброю Кейн, бабусею Сарою Кейн, старшим братом Карлом і сестрою Селестою Адамс.

### Стиль
У стилі Will.i.am'а величезну роль відіграють аксесуари. Will.i.am просто не може жити без оригінальних головних уборів (кепочок) абсолютно непередбачуваною форми і гамми.
У лютому 2005 року Вілл відкрив свою лінію одягу «i.am clothes». У цей одяг почали одягатися багато відомих особистостей, такі як Ешлі Сімпсон і Келлі Осборн.
Крім того, Вілл створює костюми для групи Black Eyed Peas.

## Дискографія

### Студійні альбоми
- Lost Change (2001);
- Must Be 21 (2003);
- Songs About Girls (2007);

### Сингли
- I Got It from My Mama (2007);
- The donque song (featuring Snoop Dogg & Katerina Graham) (2007)
- Heartbreaker (featuring Cheryl Cole) (2008);
- One More Chance (2008);
- Yes We Can (2008);
- We Are the Ones (2008).
- I Like To Move It (2008)

## Фотографії

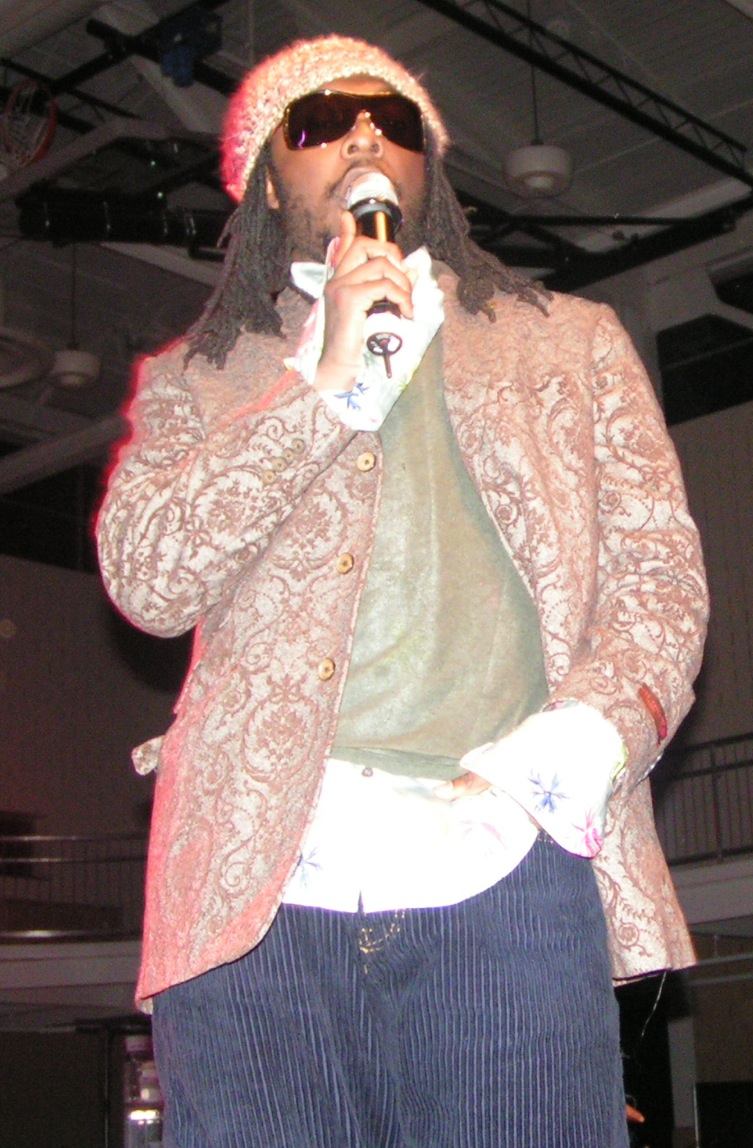
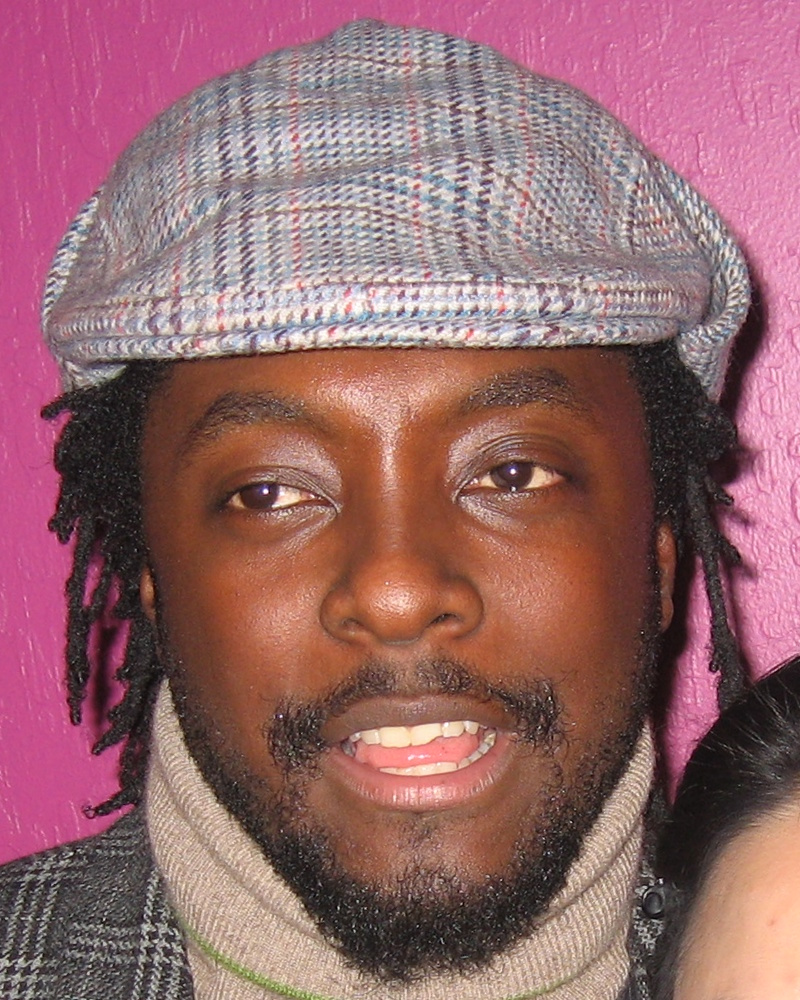
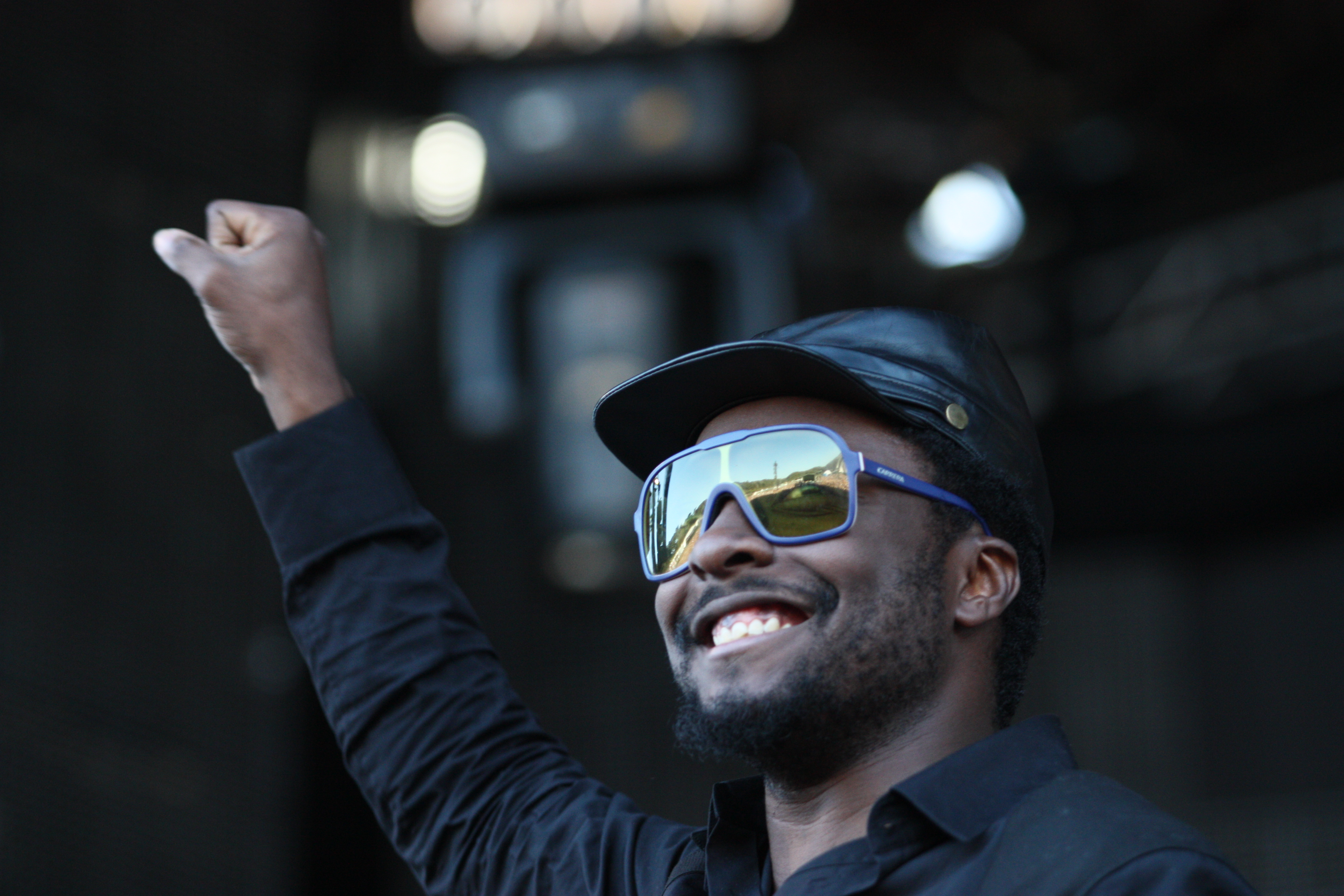
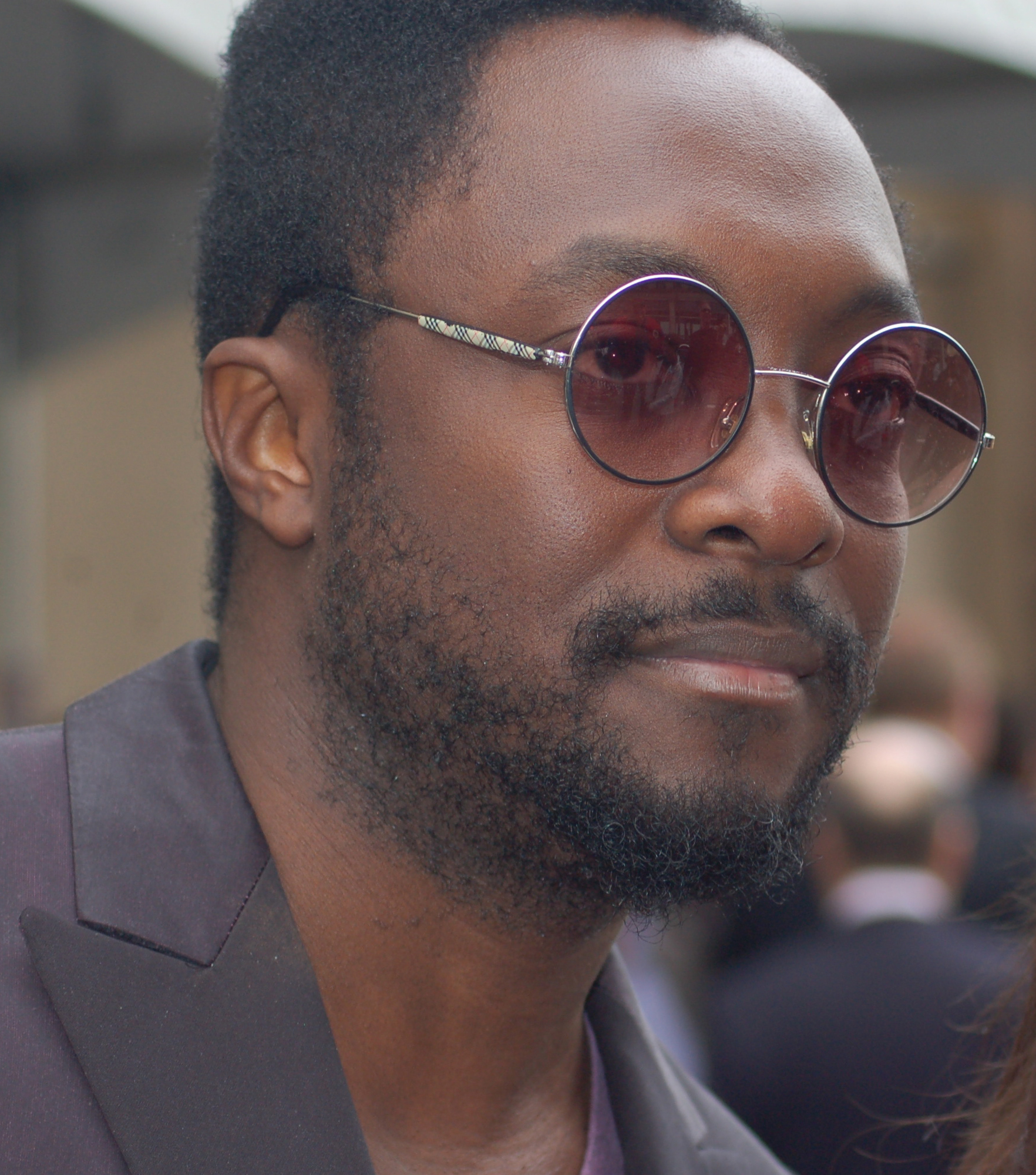

## Голограма на CNN
У ніч останніх президентських виборів в США гості студії на каналі «CNN» постали перед країною в голографічному вигляді. Will.i.am виглядав так, ніби в студії дійсно був не він, а його голограма, причому ведучий Андерсон Купер брав у нього інтерв'ю в режимі реального часу.